# Nina Kuhn
Nina Kuhn (* 23. April 1983 in Mainz) ist eine deutsche Triathletin und Deutsche Meisterin auf der Triathlon-Langdistanz (2017).

## Werdegang
2008 wurde Nina Kuhn Dritte bei der Deutschen Meisterschaft auf der Duathlon-Langdistanz. In Wiesbaden gewann sie beim Ironman 70.3 Germany 2009 und 2010 jeweils ihre Altersklasse der „Frauen bis 25 Jahre“.
Sie wurde von 2008 bis 2010 durch Marc Pschebizin trainiert und seit 2011 von Tobias Zingel. Nina Kuhn lebt heute in Mainz. Sie startet für das Triathlon Team Rhein Main und seit 2012 auch für das Team equipeRED.

### Deutsche Meisterin Triathlon Langdistanz 2017
Bei der Challenge Regensburg wurde die damals 34-Jährige im August 2017 Deutsche Meisterin auf der Triathlon-Langdistanz – als Viertplatzierte und beste Deutsche hinter der Siegerin Diana Riesler (Deutsche, die auf Mallorca lebt und für einen spanischen Verein startete).
Seit 2017 tritt sie nicht mehr international in Erscheinung.

## Sportliche Erfolge
| Datum/Jahr    | Platz | Wettbewerb                     | Austragungsort | Zeit       | Bemerkung |
| ------------- | ----- | ------------------------------ | -------------- | ---------- | --- |
| 23. Aug. 2015 | 6     | Challenge Walchsee-Kaiserwinkl | Walchsee       | 04:38:45   | |
| 9. Aug. 2015  | 6     | Ironman 70.3 Germany           | Wiesbaden      | 04:29:35   | [ 2 ] |
| 31. Aug. 2014 | 5     | Challenge Walchsee-Kaiserwinkl | Walchsee       | 04:31:48   | |
| 23. Juni 2014 | 4     | Citytriathlon Heilbronn        | Heilbronn      | 03:34:48   | |
| 16. Juni 2014 | 1     | Maxdorfer Triathlon            | Maxdorf        |            | |
| 20. Juli 2013 | 1     | Allgäu Triathlon               | Immenstadt     | 04:40:40   | Siegerin beim Allgäu-Classic                                                                                             |
| 21. Aug. 2012 | 2     | Viernheimer V-Card Triathlon   | Viernheim      | 02:22:51   | Zweite hinter Sonja Tajsich                                                                                              |
| 10. Juni 2012 | 1     | TriStar 111 Worms              | Worms          | 03:49:21   | Siegerin bei der 3. Austragung (1 km Schwimmen, 100 km Radfahren und 10 km Laufen)                                       |
| 4. Sep. 2011  | 5     | Challenge Walchsee-Kaiserwinkl | Walchsee       | 04:39:33   | |
| 3. Juli 2011  | 1     | Mittelmosel Triathlon          | Zell           |            | |
| 12. Juni 2011 | 4     | Maxdorfer Triathlon            | Maxdorf        | 04:22:46   | hinter der Siegerin Katja Rabe                                                                                           |
| 15. Aug. 2010 | 7     | Ironman 70.3 Germany           | Wiesbaden      | 04:53.02,7 | Altersklassensiegerin in der Kategorie U25                                                                               |
| 3. Aug. 2010  | 3     | HeidelbergMan                  | Heidelberg     | 02:15:30   | auf der Kurzdistanz (1,7 km Schwimmen, 36 km Radfahren und 10 km Laufen) neben Sebastian Kienle bei den Männern          |
| 24. Juli 2010 | 3     | Römerman                       | Ladenburg      | 02:22:04   | [ 8 ] |
| 6. Sep. 2009  | 9     | Ironman 70.3 Monaco            | Monaco         | 05:08:28   | 2. Rang AK |
| 16. Aug. 2009 | 7     | Ironman 70.3 Germany           | Wiesbaden      | 05:01:48,3 | Altersklassensiegerin in der Kategorie U25                                                                               |
| 3. Aug. 2009  | 1     | HeidelbergMan                  | Heidelberg     | 02:28:48   | Siegerin auf der Kurzdistanz (1,7 km Schwimmen, 36 km Radfahren und 10 km Laufen) neben Sebastian Kienle bei den Männern |
| 25. Juli 2009 | 1     | Römerman                       | Ladenburg      | 02:23:03   | Sieg beim 15. Ladenburger Triathlonfestival (1,8 km Schwimmen, 41 km Radfahren und 10 km Laufen)                         |
| 19. Aug. 2007 | 8     | Ironman 70.3 Germany           | Wiesbaden      | 05:03:29   | [ 12 ] |

| Datum/Jahr    | Platz | Wettbewerb                                                   | Austragungsort | Zeit     | Bemerkung                                                                      |
| ------------- | ----- | ------------------------------------------------------------ | -------------- | -------- | ------------------------------------------------------------------------------ |
| 13. Aug. 2017 | 1     | DTU Deutsche Meisterschaft Triathlon Langdistanz             | Regensburg     | 09:33:06 | Deutsche Meisterin als Vierte beim Challenge Regensburg                        |
| 26. Sep. 2015 | 7     | Ironman Mallorca                                             | Alcúdia        | 10:07:44 |                                                                                |
| 27. Sep. 2014 | DNF   | Ironman Mallorca                                             | Alcúdia        | –        | Rennabbruch nach der Radstrecke beim ersten Ironman-Start                      |
| 8. Juli 2012  | 14    | ETU Challenge Long Distance Triathlon European Championships | Roth           | 09:49:54 | Triathlon-Europameisterschaft auf der Langdistanz im Rahmen des Challenge Roth |

| Datum/Jahr | Platz | Wettbewerb               | Austragungsort | Zeit | Bemerkung                                                 |
| ---------- | ----- | ------------------------ | -------------- | ---- | --------------------------------------------------------- |
| 2012       | 1     | Cross-Duathlon Darmstadt | Darmstadt      |      |                                                           |
| 2008       | 3     | Powerman Germany         | Falkenstein    |      | Dritte bei der Meisterschaft auf der Duathlon-Langdistanz |

(DNF – Did Not Finish)